# Remo nos Jogos Olímpicos de Verão de 2016 - Skiff duplo leve feminino
As provas do skiff duplo leve feminino nos Jogos Olímpicos de 2016 decorreram entre 8 e 12 de agosto na Lagoa Rodrigo de Freitas, Rio de Janeiro.

## Formato da competição
As competições de remo desenrolaram-se em formato de rondas, dependendo de quantas embarcações estavam inscritas. Cada regata teve um máximo de seis embarcações participantes, desenrolando-se ao longo de 2000 metros. No skiff duplo leve feminino existiram 20 duplas participantes, pelo que começou com uma fase de qualificatórias onde as duas melhores duplas de cada uma seguiram directamente para as semifinais A/B. As restantes tripulações tiveram que disputar a ronda de repescagem, onde as duas primeiras embarcações de cada regata se apuraram para as semifinais A/B. As outras ficaram relegadas às semifinais C/D.
As três melhores duplas de cada regata das semifinais A/B qualificaram-se para a final A (discussão pelas medalhas), e as outras foram para a final B disputar entre o 7º e o 12º lugar. As embarcações não apuradas da repescagem para as semifinais A/B foram para as semifinais C/D. Destas, as melhores seguiram para a final C (disputa do 13º ao 18º lugar) e as restantes para a final D competir pelos lugares derradeiros.

## Calendário
Os horários são pelo fuso de Brasília (UTC−3).
| Data                       | Hora  | Ronda           |
| -------------------------- | ----- | --------------- |
| Segunda-feira, 8 de agosto | 11:10 | Qualificatórias |
| Terça-feira, 9 de agosto   | 11:20 | Repescagem      |
| Quinta-feira, 11 de agosto | 08:50 | Semifinais A/B  |
| Quinta-feira, 11 de agosto | 13:20 | Semifinais C/D  |
| Sexta-feira, 12 de agosto  | 09:10 | Final B         |
| Sexta-feira, 12 de agosto  | 10:32 | Final A         |
| Sexta-feira, 12 de agosto  | 12:00 | Final D         |
| Sexta-feira, 12 de agosto  | 12:20 | Final C         |

## Medalhistas
Na final, a embarcação da Polônia levou a melhor para ser campeã olímpica, enquanto a Grã-Bretanha foi segunda conquistando a prata. Em terceiro e com o bronze ficou a dupla da Lituânia.
|  | NED Países Baixos       |  | CAN Canadá                      |  | CHN China               |
|  | Ilse Paulis Maaike Head |  | Lindsay Jennerich Patricia Obee |  | Huang Wenyi Pan Feihong |

## Resultados
Estes foram os resultados da competição:

### Qualificatórias
As duas primeiras duplas de cada regata ficaram apuradas para as semifinais. As restantes foram para a ronda de repescagem.

#### Qualificatória 1
| Pos. | Remadoras                           | País               | Tempo   | Notas |
| ---- | ----------------------------------- | ------------------ | ------- | ----- |
| 1    | Huang Wenyi Pan Feihong             | CHN China          | 7:00.13 | SA/B  |
| 2    | Anne Lolk Thomsen Juliane Rasmussen | DEN Dinamarca      | 7:01.84 | SA/B  |
| 3    | Devery Karz Kathleen Bertko         | USA Estados Unidos | 7:07.37 | R     |
| 4    | Laura Milani Valentina Rodini       | ITA Itália         | 7:09.12 | R     |
| 5    | Charlotte Taylor Katherine Copeland | GBR Grã-Bretanha   | 7:10.25 | R     |

#### Qualificatória 2
| Pos. | Remadoras                           | País              | Tempo   | Notas |
| ---- | ----------------------------------- | ----------------- | ------- | ----- |
| 1    | Ilse Paulis Maaike Head             | NED Países Baixos | 6:57.28 | SA/B  |
| 2    | Sophie MacKenzie Julia Edward       | NZL Nova Zelândia | 7:02.01 | SA/B  |
| 3    | Ionela-Livia Lehaci Gianina Beleagă | ROU Romênia       | 7:07.29 | R     |
| 4    | Ayami Oishi Chiaki Tomita           | JPN Japão         | 7:15.75 | R     |
| 5    | Tạ Thanh Huyền Hồ Thị Lỷ            | VIE Vietnã        | 7:29.91 | R     |

#### Qualificatória 3
| Pos. | Remadoras                           | País              | Tempo   | Notas |
| ---- | ----------------------------------- | ----------------- | ------- | ----- |
| 1    | Kirsten McCann Ursula Grobler       | RSA África do Sul | 7:07.37 | SA/B  |
| 2    | Claire Lambe Sinéad Lynch           | IRL Irlanda       | 7:10.91 | SA/B  |
| 3    | Vanessa Cozzi Fernanda Ferreira     | BRA Brasil        | 7:20.79 | R     |
| 4    | Yislena Hernández Licet Hernández   | CUB Cuba          | 7:26.43 | R     |
| 5    | Khadija Krimi Nour El-Houda Ettaieb | TUN Tunísia       | 7:43.33 | R     |

#### Qualificatória 4
| Pos. | Remadoras                           | País          | Tempo   | Notas |
| ---- | ----------------------------------- | ------------- | ------- | ----- |
| 1    | Lindsay Jennerich Patricia Obee     | CAN Canadá    | 7:03.51 | SA/B  |
| 2    | Weronika Deresz Martyna Mikołajczak | POL Polônia   | 7:05.02 | SA/B  |
| 3    | Fini Sturm Marie-Louise Dräger      | GER Alemanha  | 7:11.08 | R     |
| 4    | Josefa Vila Melita Abraham          | CHI Chile     | 7:20.63 | R     |
| 5    | Lee Yuen Yin Lee Ka Man             | HKG Hong Kong | 7:29.87 | R     |

### Repescagem
As primeiras duas embarcações de cada regata qualificaram-se para as semifinais A/B, e as restantes para as semifinais C/D.

#### Repescagem 1
| Pos. | Remadoras                           | País               | Tempo   | Notas |
| ---- | ----------------------------------- | ------------------ | ------- | ----- |
| 1    | Devery Karz Kathleen Bertko         | USA Estados Unidos | 7:58.90 | SA/B  |
| 2    | Ayami Oishi Chiaki Tomita           | JPN Japão          | 8:00.50 | SA/B  |
| 3    | Charlotte Taylor Katherine Copeland | GBR Grã-Bretanha   | 8:05.70 | SC/D  |
| 4    | Josefa Vila Melita Abraham          | CHI Chile          | 8:11.97 | SC/D  |
| 5    | Vanessa Cozzi Fernanda Ferreira     | BRA Brasil         | 8:15.53 | SC/D  |
| 6    | Lee Yuen Yin Lee Ka Man             | HKG Hong Kong      | 8:20.96 | SC/D  |

#### Repescagem 2
| Pos. | Remadoras                           | País         | Tempo   | Notas |
| ---- | ----------------------------------- | ------------ | ------- | ----- |
| 1    | Ionela-Livia Lehaci Gianina Beleagă | ROU Romênia  | 8:00.47 | SA/B  |
| 2    | Fini Sturm Marie-Louise Dräger      | GER Alemanha | 8:02.28 | SA/B  |
| 3    | Laura Milani Valentina Rodini       | ITA Itália   | 8:03.03 | SC/D  |
| 4    | Tạ Thanh Huyền Hồ Thị Lỷ            | VIE Vietnã   | 8:19.79 | SC/D  |
| 5    | Yislena Hernández Licet Hernández   | CUB Cuba     | 8:22.05 | SC/D  |
| 6    | Khadija Krimi Nour El-Houda Ettaieb | TUN Tunísia  | 8:33.49 | SC/D  |

### Semifinais C/D
As primeiras três embarcações passaram à final "C", e as outras para a final "D".

#### Semifinal C/D 1
| Pos. | Remadoras                           | País             | Tempo   | Notas |
| ---- | ----------------------------------- | ---------------- | ------- | ----- |
| 1    | Charlotte Taylor Katherine Copeland | GBR Grã-Bretanha | 7:59.11 | FC    |
| 2    | Lee Yuen Yin Lee Ka Man             | HKG Hong Kong    | 8:14.17 | FC    |
| 3    | Tạ Thanh Huyền Hồ Thị Lỷ            | VIE Vietnã       | 8:18.47 | FC    |
| 4    | Yislena Hernández Licet Hernández   | CUB Cuba         | 8:27.44 | FD    |

#### Semifinal C/D 2
| Pos. | Remadoras                           | País        | Tempo   | Notas |
| ---- | ----------------------------------- | ----------- | ------- | ----- |
| 1    | Laura Milani Valentina Rodini       | ITA Itália  | 8:11.21 | FC    |
| 2    | Vanessa Cozzi Fernanda Ferreira     | BRA Brasil  | 8:14.06 | FC    |
| 3    | Josefa Vila Melita Abraham          | CHI Chile   | 8:20.26 | FC    |
| 4    | Khadija Krimi Nour El-Houda Ettaieb | TUN Tunísia | 8:29.45 | FD    |

### Semifinais A/B
As três primeiras embarcações de cada regata qualificaram-se para a disputa das medalhas na final "A", enquanto as restantes ficaram apuradas para a final "B".

#### Semifinal A/B 1
| Pos. | Remadoras                           | País              | Tempo   | Notas |
| ---- | ----------------------------------- | ----------------- | ------- | ----- |
| 1    | Kirsten McCann Ursula Grobler       | RSA África do Sul | 7:19.09 | FA    |
| 2    | Sophie MacKenzie Julia Edward       | NZL Nova Zelândia | 7:19.27 | FA    |
| 3    | Huang Wenyi Pan Feihong             | CHN China         | 7:20.94 | FA    |
| 4    | Ionela-Livia Lehaci Gianina Beleagă | ROU Romênia       | 7:21.38 | FB    |
| 5    | Weronika Deresz Martyna Mikołajczak | POL Polônia       | 7:22.06 | FB    |
| 6    | Ayami Oishi Chiaki Tomita           | JPN Japão         | 7:46.41 | FB    |

#### Semifinal A/B 2
| Pos. | Remadoras                           | País               | Tempo   | Notas |
| ---- | ----------------------------------- | ------------------ | ------- | ----- |
| 1    | Ilse Paulis Maaike Head             | NED Países Baixos  | 7:13.93 | FA    |
| 2    | Lindsay Jennerich Patricia Obee     | CAN Canadá         | 7:16.35 | FA    |
| 3    | Claire Lambe Sinéad Lynch           | IRL Irlanda        | 7:18.24 | FA    |
| 4    | Anne Lolk Thomsen Juliane Rasmussen | DEN Dinamarca      | 7:20.29 | FB    |
| 5    | Devery Karz Kathleen Bertko         | USA Estados Unidos | 7:22.78 | FB    |
| 6    | Fini Sturm Marie-Louise Dräger      | GER Alemanha       | 7:33.21 | FB    |

### Finais

#### Final D
| Pos. | Remadoras                           | País        | Tempo   | Notas |
| ---- | ----------------------------------- | ----------- | ------- | ----- |
| 1    | Yislena Hernández Licet Hernández   | CUB Cuba    | 7:50.21 |       |
| 2    | Khadija Krimi Nour El-Houda Ettaieb | TUN Tunísia | 7:56.26 |       |

#### Final C
| Pos. | Remadoras                           | País             | Tempo   | Notas |
| ---- | ----------------------------------- | ---------------- | ------- | ----- |
| 1    | Laura Milani Valentina Rodini       | ITA Itália       | 7:36.64 |       |
| 2    | Charlotte Taylor Katherine Copeland | GBR Grã-Bretanha | 7:37.89 |       |
| 3    | Vanessa Cozzi Fernanda Ferreira     | BRA Brasil       | 7:44.78 |       |
| 4    | Lee Yuen Yin Lee Ka Man             | HKG Hong Kong    | 7:46.85 |       |
| 5    | Josefa Vila Melita Abraham          | CHI Chile        | 7:46.99 |       |
| 6    | Tạ Thanh Huyền Hồ Thị Lỷ            | VIE Vietnã       | DNS     |       |

#### Final B
| Pos. | Remadoras                           | País               | Tempo   | Notas |
| ---- | ----------------------------------- | ------------------ | ------- | ----- |
| 1    | Weronika Deresz Martyna Mikołajczak | POL Polônia        | 7:24.34 |       |
| 2    | Ionela-Livia Lehaci Gianina Beleagă | ROU Romênia        | 7:24.61 |       |
| 3    | Anne Lolk Thomsen Juliane Rasmussen | DEN Dinamarca      | 7:27.36 |       |
| 4    | Devery Karz Kathleen Bertko         | USA Estados Unidos | 7:29.96 |       |
| 5    | Fini Sturm Marie-Louise Dräger      | GER Alemanha       | 7:32.73 |       |
| 6    | Ayami Oishi Chiaki Tomita           | JPN Japão          | 7:42.87 |       |

#### Final A
| Pos.              | Remadoras                       | País              | Tempo   | Notas |
| ----------------- | ------------------------------- | ----------------- | ------- | ----- |
| Medalha de ouro   | Ilse Paulis Maaike Head         | NED Países Baixos | 7:04.73 |       |
| Medalha de prata  | Lindsay Jennerich Patricia Obee | CAN Canadá        | 7:05.88 |       |
| Medalha de bronze | Huang Wenyi Pan Feihong         | CHN China         | 7:06.49 |       |
| 4                 | Sophie MacKenzie Julia Edward   | NZL Nova Zelândia | 7:10.61 |       |
| 5                 | Kirsten McCann Ursula Grobler   | RSA África do Sul | 7:11.26 |       |
| 6                 | Claire Lambe Sinéad Lynch       | IRL Irlanda       | 7:13.09 |       |